# Fröhlich Pál
Fröhlich Pál (Torzsa, 1889. december 6. – Szeged, 1949. október 15.) fizikus, egyetemi tanár, az MTA levelező tagja (1928), a polarizációs színkép felfedezője.
Kutatási területe: Geometriai optikai törvények érvényességének határai. A gelatinfoszforok foszforeszcenciája és fluoreszcenciája.

## Életpályája
Egyetemi tanulmányait a budapesti egyetemen végezte 1908-1912 között matematika-fizika szakon. Mint ötödéves egyetemi hallgató Eötvös Loránd meghívására részt vett a balatoni és erdélyi geofizikai kutatásokban. Az első világháborúban katonai szolgálatot teljesített, megsebesült, így tanulmányait csak hosszabb megszakítás után folytatta. 1918-ban doktorált. 1923-ban kísérleti és elméleti fénytan tárgykörből magántanárrá habilitálták a budapesti egyetemen.
1924-től a szegedi Ferenc József Tudományegyetem Kísérleti Fizikai Intézetét vezette egészen 1949-ben bekövetkezett haláláig. 1925-ben Rockefeller-ösztöndíjjal 12 hónapot töltött Amerikában a Baltimore-i és a Chicagói Egyetemen. Az 1920-as évek közepétől érdeklődése klasszikus optikai kutatásai mellett a kolloidfoszforok felé fordult, főleg a zselatinfoszforok lumineszcenciáját vizsgálta, e szakterületen a legkiválóbbak közé emelkedett.
1926-tól nyilvános, rendes tanári kinevezést kapott. 1928-ban a szegedi a Kísérleti Fizikai Intézet új egyetemi épületének és laboratóriumainak tervezésével összefüggésben jelentős intézményszervezési feladat hárult rá, ennek kapcsán Nyugat-Európában volt tapasztalatszerzésen, ugyancsak 1928-ban a Magyar Tudományos Akadémia beválasztotta levelező tagjai közé. A két háború közt sikerült egy jól felszerelt intézetet létrehoznia, melynek berendezései azonban a második világháború alatt elvesztek örökre a kötelező nyugatra való telepítéskor. A háború után újra kellett kezdeni az intézmény felszereléseinek, laboratóriumi berendezéseinek pótlását, ez a feladat megint Fröhlich Pálra hárult. Három tanév során a Matematikai és Természettudományi Kar dékáni tisztére választották meg (1930/31; 1937/38; 1940/41.) 1942/43–ban az 1940-től már Horthy Miklósról elnevezett szegedi tudományegyetem rektora volt.
Az ún. fordulat évében, 1949-ben érte a halál, szívinfarktus végzett vele.

## Családja
Szülei Fröhlich Adorján és Kálmán Ilona, felesége Kiss Margit volt.

## Tanulmányai (válogatás)
Tudományos közleményeit német és angol nyelven publikálta hazai és külföldi szaklapokban.
- Neuere Beobachtungen über die Polarisation des bei der Totalreflexion des Lichtes. Ann. Phys. 1920.
- Die Gültigkeitsgrenze des geometrischen Gesetzes der Lichtbrechnung. Ann. Phys. 1921.
- Weitere Beobachtungen über die Gültigkeitsgrenze des geometrischen Gesetzes der Lichtbrechnung. Ann. Phys. 1924.
- On the polarization of fluorescent light from colloid solutions. Bull. Amer. Phys. Soc. 1926.
- Die Polarisation des Fluoreszenlichts von Farbstofflösungen. Z. Physik 1926.
- Untersuchungen über die Emission der Gelatinefarbstoffphosphore. (Mischung Ilonával) AChemMinPhysSze 1939.
- Die negativ polarisierte Emission der Gelatinefarbstoffphosphore. (Gombay Lajossal) Kolloid Z. 1941.
- Über die lumineszierenden Gelatinefarbstoffphosphore. (Mischung Ilonával) Kolloid Z. 1944.
- Über die Absorption der Gelatinefarbstoffphosphore. (Szőr Péterrel) AChemPhysSze 1949.
- The permanent orientation of dyestuffs molecules caused by illumination. (Szalay Lászlóval) Research 1949.

## Társasági tagság
- Magyar Természettudományi Társaság, választmányi tag
- Matematikai és Fizikai Társaság

## Díjak, elismerések
- A Rockefeller Alapítvány ösztöndíja, (1925)